# Jost Krause-Wichmann
Jost Krause-Wichmann es un deportista alemán que compitió para la RFA en remo. Ganó una medalla de bronce en el Campeonato Mundial de Remo de 1962, en la prueba de doble scull.

## Palmarés internacional
| Campeonato Mundial | Campeonato Mundial | Campeonato Mundial | Campeonato Mundial |
| Año                | Lugar              | Medalla            | Prueba             |
| ------------------ | ------------------ | ------------------ | ------------------ |
| 1962               | Lucerna (Suiza)    | Medalla de bronce  | Doble scull        |